# Tiptank
Tiptanks são tanques de combustíveis localizados nas pontas de uma asa de um avião.
Na maioria deles, são utilizados como tanques auxiliares, mas em poucos exemplares, como nos Cessna 310, são utilizados como tanques principais.